# Arne Domnerus
Sven Arne Domnérus (Södermalm , 20 december 1924 – Stockholm, 2 september 2008) was een Zweedse jazzmuzikant (saxofoon, klarinet) en -componist van de swing.

## Biografie
In 1942 leidde Domnérus een band in Sundsvall en speelde hij vervolgens in Stockholm met de bands van Lulle Ellbojs (van 1943 tot 1945 in het Winterpaleis, eerste opnamen in 1945) en Simon Brehm (1947 tot 1949). Hij vertegenwoordigde de Zweedse jazz op het Festival International 1949 de Jazz, was vervolgens lid van de band van Thore Erling (1949), voordat hij in 1951 toetrad tot het septet van trompettist Rolf Ericsson, die vervolgens een huisband oprichtte bij de Nalen Jazz Club, waarin Lars Gullin ook speelde. Domnérus nam het in 1952 over van Ericsson als leider van de band, die hij leidde tot 1964 (Nalenbandet). Van 1956 tot 1978 zat hij in de bigband van de Zweedse radio, waar hij o.a. vanaf 1964 de serie Jazz unter den Sternen had. Sinds de jaren 1940 schreef hij ook muziek voor film en later voor televisie. Hij nam veel opnamen op met de pianiste Bengt Hallberg, evenals met Monica Zetterlund, met Putte Wickman en met Bengt-Arne Wallin. Hij nam ook op met James Moody, Art Farmer, Clifford Brown en met veel eigen bands (waartoe gitarist Rune Gustafsson behoorde). Hij speelde ook veel met kerkmusici, koren en kamermuziekorkesten. In 1967 was hij met zijn sextet op het Jazz Festival in Tallinn.

## Onderscheidingen
In 1999 ontving Domnérus de Django d'Or (Zweden) als «Master of Jazz» en in 2000 de Eurodjango. Verschillende van zijn albums ontvingen de Gyllene Skivan Award van het Orkesterjournalen: Rockin Chair (1955), Mobil (1967), Duets for Duke (1978) met Hallberg en Face to Face (1999) met Bernt Rosengren. In 2004 werd hij benoemd tot ere-professor. Postuum kreeg hij in 2009 de Django d'Or als Legend of Jazz. 
De Zweedse jazzprijs Guldsaxen, begiftigd met 75.000 kronen, ging terug op zijn initiatief (de eerste prijswinnaar was Magnus Lindgren in 2004).

## Overlijden
Arne Domnérus overleed in september 2008 op 83-jarige leeftijd.

## Discografie
- 1950: Arne Domnerus and His Favourite Groups (Dragon Records)
- 1975: Antiphone Blues (Proprius)
- 1977: Jazz at the Pawnshop (Prophone Records) (ook Jazz at the Pawnshop, Vol. 1 (Proprius, 1995)
- 1978: Rapturous Reeds (Phontastic)
- 1978: Downtown Meeting (Phontastic)
- 1980: Ad 1980 (Phontastic)
- 1981: Evergreens fra Kanaan (ForX)
- 1982: Fragment (Phontastic)
- 1990: Sketches of Standards (Proprius)
- 1990: Good Vibes - Jazz at the Pawnshop 3 (Proprius)
- 1991: Jazz at the Pawnshop, Vol. 2 (Proprius)
- 1994: The Arne Domnérus Sextet (Phontastic)
- 2001: Dompan! (Fresh Sound Records)
- 2003: Septet in Concert (Caprice)

- Bibsys: 1012199
- Biblioteca Nacional de España: XX1584308
- Bibliothèque nationale de France: cb13893348c (data)
- Gemeinsame Normdatei: 136326315
- International Standard Name Identifier: 0000 0000 5515 1755
- Library of Congress Control Number: n91079908
- MusicBrainz: 6d383676-25da-405b-8f0d-bf23519dd531
- Nationale Bibliotheek van Israël: 987007319422905171
- Nederlandse Thesaurus van Auteursnamen: 097284580
- LIBRIS: 282136
- Virtual International Authority File: 76499909